# Schnee-Enzian
Der Schnee-Enzian (Gentiana nivalis), auch Himmelstengel und Kelberberschis genannt, ist eine Pflanzenart aus der Gattung der Enziane (Gentiana) in der Familie der Enziangewächse (Gentianaceae). Sie gedeiht in arktischen, borealen und alpinen Gebieten, hauptsächlich in Nord- sowie Mitteleuropa.

## Beschreibung

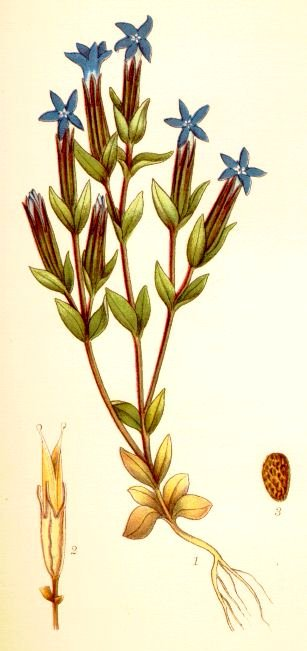
Illustration aus Carl Axel Magnus Lindman: Bilder ur Nordens Flora, Stockholm

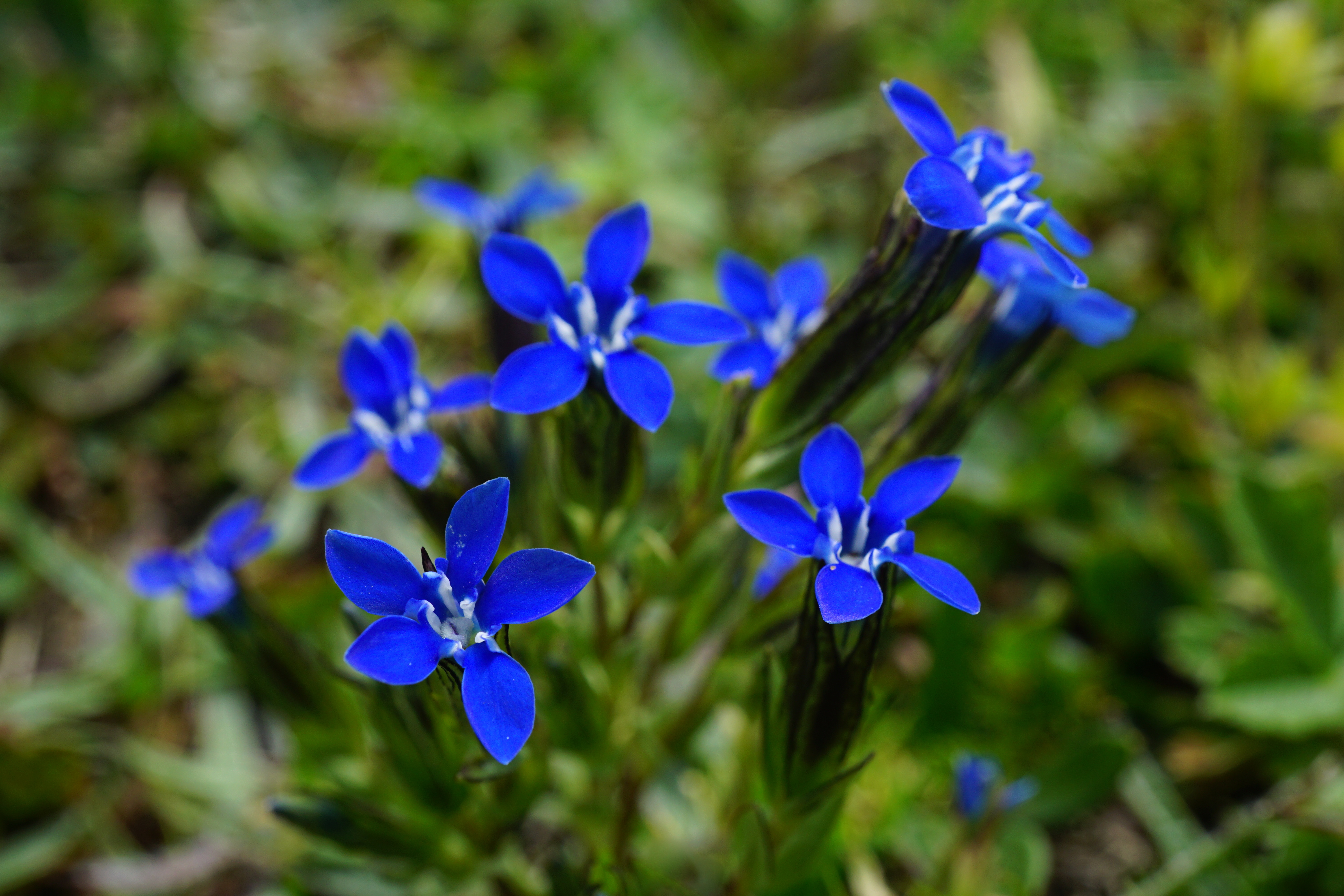
Blüten im Detail

### Vegetative Merkmale
Der Schnee-Enzian ist eine zierliche, einjährige krautige Pflanze, die Wuchshöhen von 5 bis 15, selten bis zu 30 Zentimetern erreicht. Der Stängel ist einfach oder oft von Grund an verzweigt.
Die Laubblätter sind in grundständigen Rosetten und gegenständig am Stängel angeordnet. Die einfache Blattspreite ist eiförmig bis elliptisch mit stumpfem oberen Ende. Der Blattrand ist schwach papillös. Grundblätter sind und eiförmig mit stumpfem oberen Ende. Die Stängelblätter sind lanzettlich.

### Generative Merkmale
Die Blütezeit reicht von Juni bis August. Viele kurz gestielte Blüten befinden sich an Zweig- und Stängelenden.
Die zwittrigen Blüten sind radiärsymmetrisch und fünfzählig mit doppelter Blütenhülle. Die fünf grünen Kelchblätter sind bis etwa zur Hälfte ihrer Länge verwachsen. Der nicht aufgeblasene Kelch weist einen Durchmesser von 2 bis 3 Millimetern auf und ist an der Kronröhre anliegend und kantig; die Kanten höchstens 0,5 Millimeter breit geflügelt. Die fünf Kelchzähne sind schmal-lanzettlich oder schmal dreieckig mit spitzem oberen Ende und gekielt. Die meist dunkel-azurblaue, seltener hellblaue Krone ist bei einem Durchmesser von 8 bis 15 Millimetern stieltellerförmig. Die Kronröhre ist bis zu 15 Millimeter lang. Die fünf sternförmig ausgebreiteten, lanzettlichen Kronzipfel sind oft propellerartig gedreht. Die basifixem Staubbeutel sind frei. Der Griffel ist ziemlich kurz; die Narbe ist scheibenförmig und samtartig.
Die flugfähigen Samen sind mit 0,000015 g = 15 µg extrem leicht. Sie sind nur 0,5 Millimeter lang.
Die Chromosomenzahl beträgt 2n = 14.

## Ökologie
Beim Schnee-Enzian handelt es sich um einen sommergrünen Therophyten.
Die Blüten sind gegenüber Temperaturschwankungen und Sonnenbestrahlung sehr empfindlich. Sie können sich je nach Bewölkung innerhalb einer Stunde mehrmals öffnen und schließen.

## Vorkommen
Gentiana nivalis kommt in den europäischen Hoch- und Mittelgebirgen, im nördliche Island und in der südlichen arktischen Tundra sowie der Strauch-Tundra häufig vor. Sie gedeiht in arktischen, borealen und alpinen Gebieten, hauptsächlich in Nord- sowie Mitteleuropa. Zerstreut kommt sie im nördlichen Fennoskandinavien und in Grönland vor. Selten kommt sie an der Hudson Bay sowie Labrador vor.
Das Verbreitungsgebiet von Gentiana nivalis reicht von den Pyrenäen durch die ganzen Alpen, den Schweizer Jura und von den Karpaten bis zur Balkanhalbinsel und Kleinasien, Nordeuropa. Es gibt Fundortangaben für Spanien, Andorra, Frankreich, Monaco, Italien, die Schweiz, Liechtenstein, Österreich, Deutschland, Polen, die Slowakei, Slowenien, den Kosovo, Serbien, Kroatien, Rumänien, Bulgarien, das Vereinigte Königreich, Island, Schweden, Norwegen, Finnland, den europäischen Teil Russlands, die Ukraine und den asiatischen Teil der Türkei, auch in Grönland und im nordöstlichen Kanada gibt es Vorkommen.
Der Schnee-Enzian ist in den Gebirgen Süd- und Mitteleuropas verbreitet. In Österreich ist der Schnee-Enzian mäßig häufig in allen Bundesländern, fehlt im Burgenland und in Wien.
Der Schnee-Enzian gedeiht in Mitteleuropa oft auf steinigen Böden, offenen Rasen, Graten über Kalk sowie Silikat. Er kommt in Höhenlagen von 1300 bis 3000 Metern vor. In den Allgäuer Alpen kommt er in Höhenlagen von 1700 bis 2300 Metern vor. Im Kanton Wallis erreicht er die Höhenlage von 3000 Metern.
Er wächst in Mitteleuropa in mageren Steinrasen der alpinen Höhenstufe auf frischen, vorwiegend kalkhaltigen, mäßig sauer-milden, modrig-humosen, mittel- bis flachgründigen, steinigen Lehm- oder Tonböden. Vor allem gedeiht er im Elynetum; er ist überregional eine Charakterart der Carici rupestris-Kobresietea bellardii-Klassen, kommt aber auch in Pflanzengesellschaften der Seslerietea-Klasse und seltener des Nardion-Verbands vor.
Die ökologischen Zeigerwerte nach Landolt et al. 2010 sind in der Schweiz: Feuchtezahl F = 3w (feucht aber mäßig wechselnd), Lichtzahl L = 4 (hell), Reaktionszahl R = 3 (schwach sauer bis neutral), Temperaturzahl T = 1+ (unter-alpin, supra-subalpin und ober-subalpin), Nährstoffzahl N = 2 (nährstoffarm), Kontinentalitätszahl K = 2 (subozeanisch).

## Taxonomie
Die Erstveröffentlichung von Gentiana nivalis erfolgte 1753 durch Carl von Linné in Species Plantarum, Tomus I, Seite 229. Synonyme für Gentiana nivalis L. sind: Calathiana nivalis (L.) Delarbre, Gentiana nivalis var. brevifolia Rouy, Chiophila nivalis (L.) Raf., Ericala carpathica G.Don, Lexipyretum nivale (L.) Dulac, Hippion nivale (L.) F.W.Schmidt, Ericoïla nivalis (L.) Borkh., Ericala nivalis (L.) Gray.